# Helen Boughton-Leigh
Helen Boughton-Leigh   (Cleveland, 15 de gener de 1906 - Palm Springs, 28 de desembre de 1999) va ser una esquiadora alpina estatudinenca, que va competir durant la dècada de 1930.
Després de casar-se per primera vegada va adoptar la nacionalitat britànica. Amb aquesta nacionalitat va prendre part al Campionat del Món d'esquí alpí de 1933, on guanyà la medalla de plata en la competició d'eslàlom. El 1934 es va divorciar i recuperà la nacionalitat estatudinenca el 1935. Amb aquesta nacionalitat va prendre part en els Jocs Olímpics d'Hivern de Garmisch-Partenkirchen de 1936, on fou vint-i-unena en la prova combinada d'esquí alpí.